# Geschichte des Küstenschutzes an der Nordseeküste

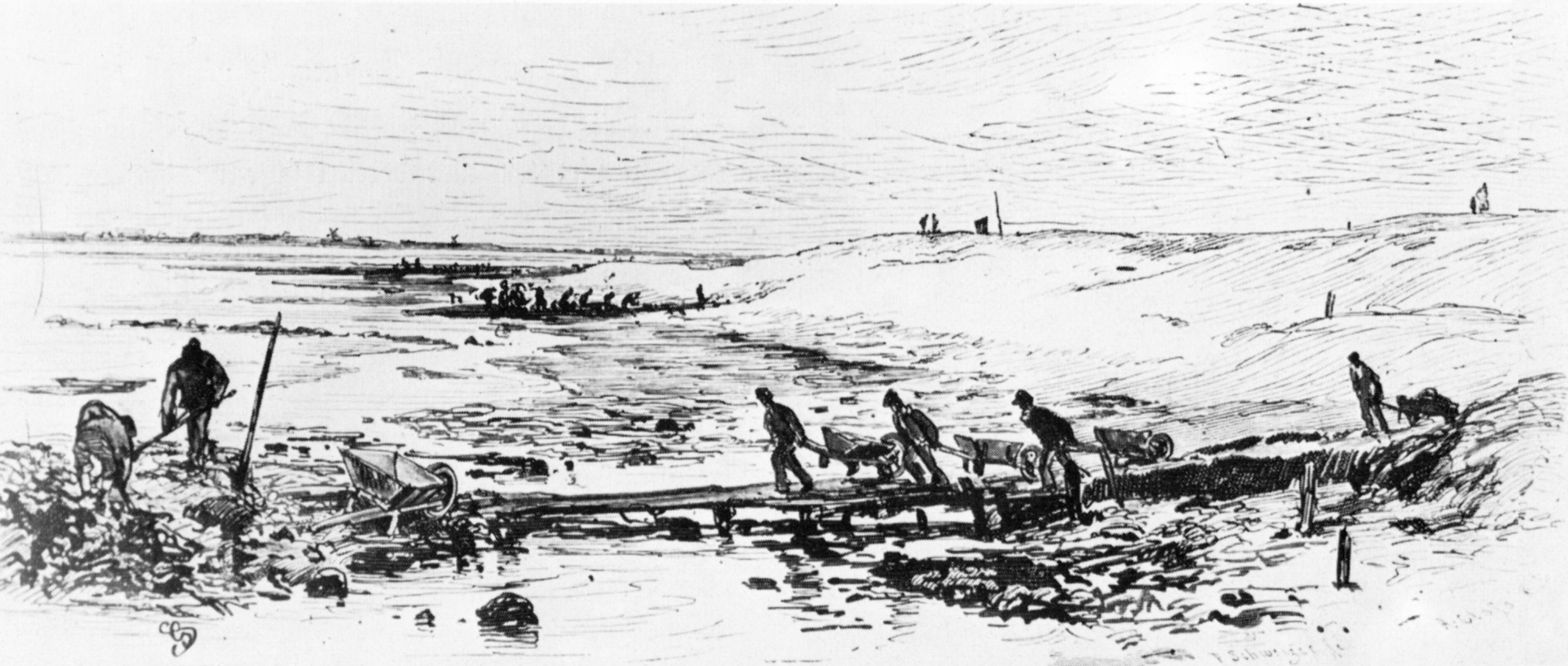
Deichbau in früher Zeit, Zeichnung von Gustav Schönleber um 1875

Die Geschichte des Küstenschutzes an der Nordseeküste durchläuft verschiedene epochialen Phasen. Sie beginnt mit dem Bau der ersten Deiche im Mittelalter und hat sich bis zur heutigen Zeit stetig weiterentwickelt. Damit dauerhaft ein einheitlicher Schutz gewährleistet werden konnte, entstand aus unabhängigen Zusammenschlüssen der betroffenen Regionen das Deichrecht, in dem Normen und Vorgaben für den Bau und die Instandhaltung gegeben sind und das bis heute in abgewandelter Form besteht. Die deutsche Nordseeküste ist aufgrund ihrer morphologischen Beschaffenheit sehr anfällig für Sturmfluten. Im Laufe der vergangenen Jahrhunderte entwickelten die Menschen Techniken des Küstenschutzes, wozu insbesondere der Deichbau gehört. Als Folge konnten künstliche Küstenlinien anthropogen festgesetzt werden und, was vor allem an der Nordseeküste große Relevanz hatte, Neuland gewonnen werden. Die Entwicklung des technischen, als auch der gesellschaftlichen und rechtlichen Aspekte des Deichbaus, lassen sich vom Mittelalter bis zur heutigen Zeit anhand von Schriften und der Küstenlandschaft an sich nachzeichnen.
Der Deichbau ist seit jeher ein aktuelles Thema der verschiedenen Zeitperioden mit sich jedoch wandelndem Charakter. Abhängig von den gesellschaftlichen Eigenschaften der Zeit veränderte sich die Technik des Deichbaus, als auch das Deichrecht und damit verbundenen Ziele. So ist die Neulandgewinnung in heutiger Zeit in den Hintergrund gerückt, zugunsten ökologischer und nachhaltiger Ziele.
Gerade durch den einsetzenden Klimawandel, welcher den Anstieg des Meeresspiegels oder die Zunahme von Extremereignissen mit sich bringt, erfährt der Küstenschutz aktuell eine enorme Relevanz. Ohne den erfolgten Deichbau könnte bereits eine Fläche von mehr als 3.400 Quadratkilometern an der deutschen Nordseeküste überflutet sein.

## Die Geschichte des Deichbaus an der deutschen Nordseeküste
Der Entwicklung des Deichbaus wird hier anhand des Mittelalters, der frühe Neuzeit und seit dem 20. Jahrhundert aufgezeigt. Dabei werden Einflussgrößen wie das Deichrecht und die Sturmfluten herangezogen als auch der Fortschritt beim Bau und Küstenschutz erläutert.

## Historischer Hintergrund
Die Küste an der Nordsee ist naturgemäß sehr flach, weshalb es vor dem einsetzenden Deichbau oftmals zu Überflutungen des Festlandes kam. Zudem gab es eine Vielzahl an Halligen und Inseln im heutigen Festland. Doch bereits im Mittelalter versuchten sich die Menschen vor den Überschwemmungen und den verheerenden Sturmfluten zu schützen – die Julianen- und Marcellusfluten kosteten beispielsweise mehreren Tausend Menschen das Leben. Gleichzeitig sollte das Land urbar gemacht werden. Im Rahmen der damaligen Möglichkeiten fanden die Besiedlungen meist auf Anhöhen und Erhebungen statt. Im weiteren Verlauf auch auf künstlich errichteten Hügeln, den sogenannten Warften. Diese Warften schützten nur einzelne Gehöfte oder Dorfsiedlungen und nicht die umliegenden Weide- und Ackerflächen, wodurch die landwirtschaftlichen Erträge gefährdet waren. Dennoch blieben sie bis zum Einsetzen des Deichbaus im ausgehenden 1. Jahrtausend der einzig effektive Hochwasserschutz; denn bis zum Beginn des Mittelalters kannten die Küstenbewohner an der Nordsee die Form des Deichbaus nicht.

## Deichbau im Mittelalter
Ziel des damaligen Deichbaues war grundsätzlich die Sicherung der Ackerflächen und vor allem der Ernteerträge vor Sturmfluten, da die Siedlungen bereits durch die Warften oder Wurten geschützt waren.
Aufschluss über den genauen Beginn des Deichbaus lässt sich nur anhand von schriftlichen Aufzeichnungen und archäologischen Ausgrabungen erahnen. Maßgeblich für den Deichbau verantwortlich waren die Friesen, die zwischen dem 8. und 11. Jahrhundert weite Teile der Südwestküste kolonisiert hatten. In dem ältesten friesischen Recht, dem sogenannten „Lex Frisionum“ (aus den Jahren 802/803) wurde der Deichbau noch nicht erwähnt. Archäologischen Grabungen zufolge, begann der Deichbau bereits im 8. und 9. Jahrhundert. Der einsetzende Deichbau an der Nordseeküste wird auf den Zeitraum des 11. und 12. Jahrhunderts datiert. Ab dem 11. Jahrhundert wurde der Deichbau durch den sinkenden Meeresspiegel und den seltener werdenden Überflutungen begünstigt. Auch die Marsch konnte sich, bedingt durch die länger anhaltende Trockenzeit der Wattgebiete, aufbauen. Dadurch, dass der Meeresspiegel wieder anstieg, war der Bau eines Deiches für die Bevölkerung unabdingbar geworden, wollte man die fruchtbaren Marschflächen zur Beweidung und Bearbeitung zukünftig ebenso nutzen können.

### Anlagen und Profile im Deichbau

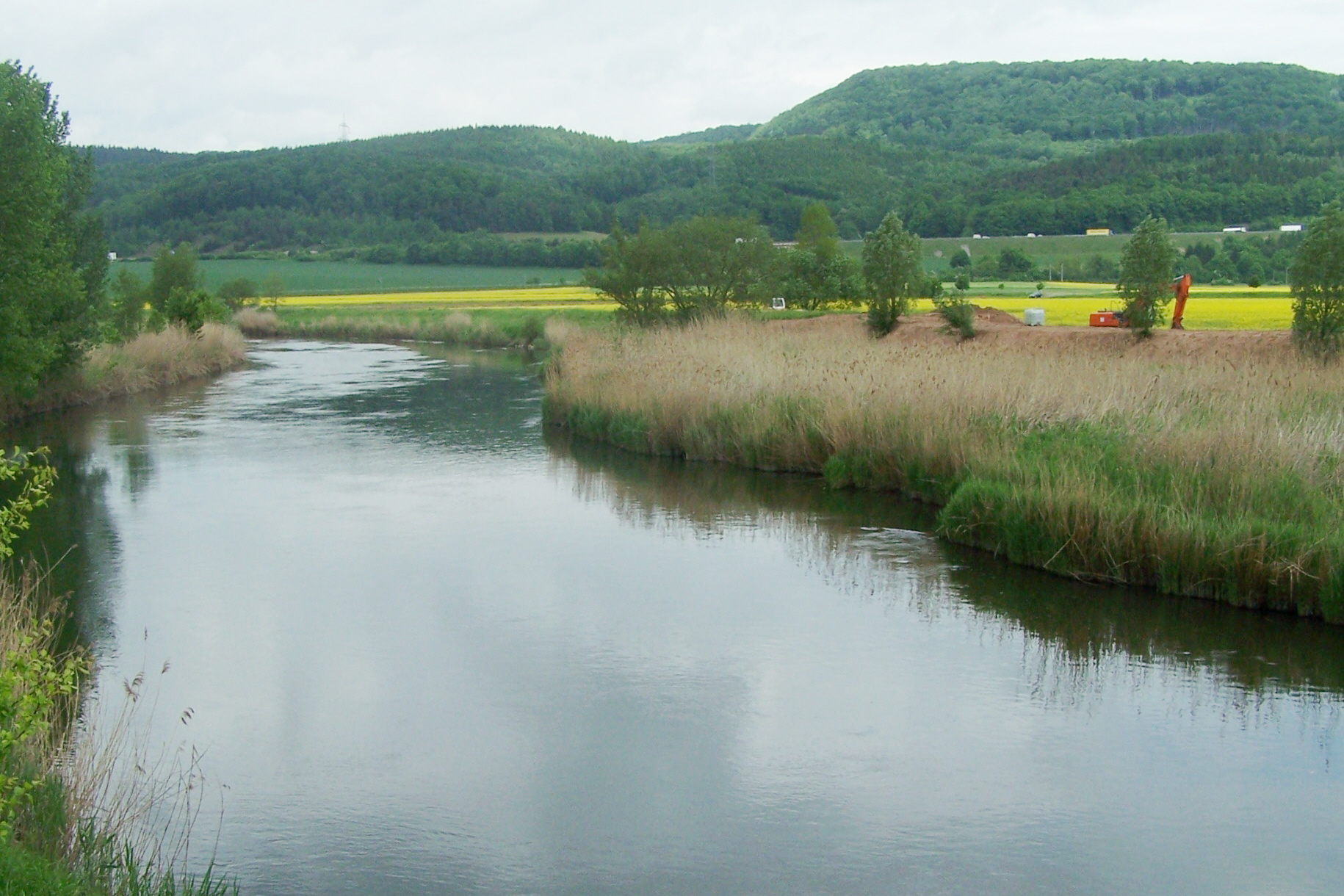
Eine Ringdeichanlage bei Wartha

Bei den ersten errichteten Deichen handelte es sich um sogenannte Ringdeiche. Diese landeinwärts liegenden Sommerdeiche waren niedrige Erdwälle, nicht sonderlich breit, durch steile Böschungen gekennzeichnet und meist nur zwischen 1,20 Metern und maximal 2,80 Metern hoch. Sie umringten sowohl landwirtschaftliche Flächen als auch Siedlungsgebiete und sollten vor allem zur Sommerzeit die Böden vor Überflutung und Versalzung schützen, wodurch Getreideanbau, vor allem Hafer und Pferdebohnen, sowie Viehzucht ermöglicht wurde. Ähnlich funktionierten die ebenso für die Sturmfluten in den Sommermonaten vorgesehenen Landesdeiche.
Früher war ein breites Vorland Voraussetzung für lang anhaltenden Bestand der Deiche. Der Verlauf und die Breite des Deiches wurden durch sogenannte ‚Stikken’ bestimmt. Es handelt sich dabei um Holzpfähle, die in den Grund geschlagen wurden und das Gebiet abgrenzen sollten. Oft wurde in den ersten Baujahren zunächst Sommerdeiche errichtet, die im Winter den Fluten nicht standhielten und folglich auch die Marschen überflutet wurden. Wollte man nun die Landschaft ganzjährig schützen, waren neue Deiche vonnöten. Erst im späten Mittelalter wurden vermehrt, meist küstenparallel angelegt, Winterdeiche, die auch den hohen Sturmfluten Widerstand leisteten, als zusätzliche, Schutzfunktionen errichtet.
Anfänglich verlief die Deichlinie an der Nordseeküste unregelmäßig. Sie orientierte sich an den Buchten, an der Beschaffenheit des Materials, das für den Deichbau notwendig war, und an erfolgten Deichbrüchen, sodass die Deichlinie oft zurückverlegt werden musste. Insgesamt wurde mehr Land verloren, als durch eingedeichte Polder gewonnen werden konnte. Nur in kleinen Schritten folgte die Urbarmachung des Sietlandes, welches trockengelegt und eingedeicht wurde. Die Siedlungen wurden mittels Verbindungsdeichen nach und nach miteinander verbunden, deren drei bis vier Meter breite Deichkronen gleichzeitig als Verkehrswege dienten. Nach und nach entstand durch das Verbinden der Deiche eine durchgängige Deichlinie direkt an der friesischen Nordseeküste. Historische Quellen belegen, dass diese bereits im 12. Jahrhundert weitestgehend geschlossen war. Der sogenannte Goldene Ring wurde bis Ende des. 13. Jahrhunderts fertiggestellt, wodurch die Deichlinie geschlossen und somit die Trennung zwischen Meer und ostfriesischem Land festgelegt wurde. Diese Deichanlage sollte fortan die Besiedlung und Kultivierung tief gelegenen und vermoorten Sietländer im Hinterland der Marsch bis zum Geestrand ermöglichen und gleichzeitig das gesamte Jahr über die Küstenbewohner und ihre Ländereien vor Überschwemmungen und Sturmfluten schützen. Dennoch konnten sie aufgrund ihrer Beschaffenheit nicht allen Sturmfluten standhalten und es kam oftmals zu Deichbrüchen, die fatale Folgen für die Bewohner hinter dem Deich hatte.

#### Deicharbeiten und Baumaterial

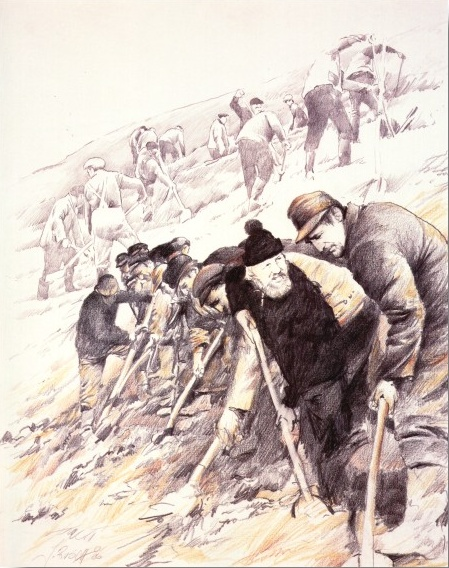
Darstellung des Deichbaus in früherer Zeit

Für die Errichtung der Deiche und den notwendigen Erdarbeiten stand der damaligen Bevölkerung lediglich die menschliche Arbeitskraft zur Verfügung. In Verbindung mit Spaten, Schaufeln und (Pferde-)Karren war ohne maschinelle Hilfe ein enormer Aufwand nötig, um Deiche zu errichten. Somit bestimmte die Gewinnung von geeigneter Deicherde die Lage eines neu zu bauenden Deiches, da ein langer Transport ohne adäquate Fahrzeuge damals undenkbar war. Die Deicherde unterschied sich in ihrer Zusammensetzung. Es wurde zwischen marinen, mehr sandigen, fluviatilen oder mehr tonigen Sedimenten differenziert. Das Baumaterial bestand aus verschiedenen Ton- und Feinsandanteilen und wurde als Klei bezeichnet. Um den Deichkörper gegen Sturmtiden widerstandsfähig zu machen, wurde er flächendeckend mit einer Grasschicht, sogenannten Grassoden bedeckt.
Der Klei durfte keinen zu hohen Tonanteil beinhalten, da er sonst bei Austrocknung schrumpft und Risse entstehen, durch die Wasser eindringen kann. Wenn der Klei einen zu hohen Anteil an Sand hat, ist er ebenfalls wasserdurchlässig. Als geeignetstes stellte sich Kleierde heraus, die mit Sand untergemengt wurde.
Zunächst wurde das Material für den benötigten Deichboden in der Nähe des Deichfußes abgegraben, wodurch es zu einer Vertiefung kam, welche die Standfestigkeit des Deiches minimierte und eine Destabilisierung dieser nach sich zog. Deshalb wurde im Laufe der Zeit der Abstand zum Deichfuß erhöht. Vorzugsweise wurde das Baumaterial außerhalb des Deiches entnommen, um kein Land für die landwirtschaftliche Nutzung zu verlieren.
Um die Auswaschung des Deichvorlandes zu verhindern, mussten Regeln befolgt werden. So setzte die Ausgrabung der Deicherde voraus, dass dabei keine kanalartigen Rinnen entstanden. Nach der Fertigstellung der Außenböschung wurde der Deichkörper mit Grassoden bedeckt und anschließend durch Stampfen von Menschen oder Pferden verdichtet.
Die Höhe des Deiches wurde bis dato durch die höchste bekannte Sturmflut bestimmt. Die Deichhöhen berücksichtigten allerdings nicht Anstieg des Wasserstands, wodurch es zu mehreren nachfolgenden Sturmflutkatastrophen kam. Auch gab es keine einheitliche Auffassung über die Querschnittsgestaltung der Deiche bis ins 18. Jahrhundert. Es gab viele Deiche, deren Außenböschung zu steil war. Zudem mangelte es schlicht an Erkenntnissen über widerstandsfähige Deichprofile, sowie an Bauanleitungen oder Deichbaumeistern. Auch gab es zu dieser Zeit noch keine Bauvorschriften oder Dienstanweisungen, sodass sich der Deichbau erst seit dem 16. Jahrhundert etablieren konnte. Bis ins 18. Jahrhundert, als es Deichbaumeister gab, änderte sich nichts an der Profilgestaltung der Deiche.

#### Schutz von Deichfuß und Deichböschung
Wenn der Deichfuß durch die Brandung oder Strömungen direkt an das Watt angrenzte, bedarf es Maßnahmen, um den sogenannten Schardeich vor Sturmtiden zu schützen.

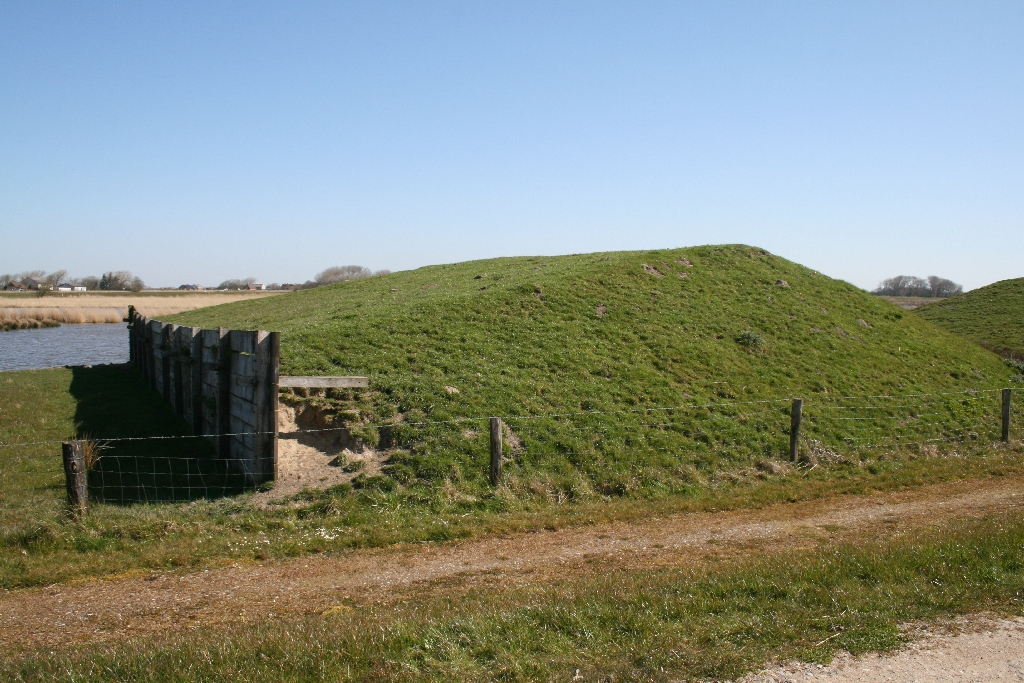
Beispiel eines Stackdeiches in Nordfriesland

Der Deich wurde mit Stroh „bestickt“, wodurch Niederschläge besser ablaufen konnten und der Deich vor den Wasserbewegungen während der Tiden geschützt wurde. Die Methode des Strohbesticks geht auf das 14. Jahrhundert zurück und gilt als sehr kostenaufwendig. Alternativ zu Stroh wurde auch Reet eingesetzt. Bei Mangel an Reet und Stroh, kam eine sehr haltbare Schutzlage zum Einsatz, die mit sogenannten ‚Hürden’ bedeckt wurde. Diese bestanden wiederum aus Weiden- und Haselruten, die ineinander verflochten wurden.
Eine Alternative war die Errichtung von Stackdeichen. Es handelt sich dabei um senkrechte Pfahlwände, die den Deichfuß bilden und in den eigentlichen Deichkörper verankert werden. Diese Vorgehensweise ist aus hydraulischer Sicht betrachtet ungeeignet, da sie zur Unterspülung des Konstrukts führt und die Sicherheit des Deiches gefährdet.

### Veränderungen und Folgen des Deichbaus
Durch den Deichbau änderte sich die damalige Wirtschafts- und Sozialstruktur an der Küste. Die extensive Weidewirtschaft wurde durch intensiven Ackerbau und Rindviehwirtschaft abgelöst. In der zuvor noch nicht eingedeichten Marsch wurden Wollschafe gehalten, welche die Grundlage für die friesische Tuchproduktion waren.
Die ersten Deiche sind zum Schutz von Nutzpflanzen um die Äcker herum errichtet worden. Der Anbau von Getreide wurde durch die jungen Ablagerungen aus der Nordsee auf sandiger Seemarsch begünstigt. Die Flussmarschen sind durch ihren hohen Anteil an Ton schwieriger zu bestellen und wurden aus diesem Grund zur Viehhaltung genutzt.
Eine Voraussetzung für die landwirtschaftliche Nutzung war eine tiefere Entwässerung, als bei dem vorherigen Weideland, was eine Sackung in der Marsch nach sich zog. Neben dem Ackerbau wurde in eingedeichten Gebieten Torf abgebaut, zum einen für die Salztorfgewinnung, zum anderen für Brennzwecke. Trotz sinkender Wasserstände der Nordsee resultierte durch die Nutzung, dass das Land teilweise unter dem mittleren Tidehochwasser lag. Damit war es besonders anfällig gegenüber Sturmfluten, welche weit bis ins Landesinnere gelangen konnten, wodurch die Menschen im Mittelalter massive Landverluste verzeichneten.
Durch die Schließung der Deichlinie im 13. Jahrhundert waren die Marschgebiete gegen Sturmfluten gesichert. Dadurch stauten sich die Sturmfluten entsprechend höher vor den Deichen und es kam häufig zum Deichbruch. Die mit dem Deichbau einhergehende künstliche Entwässerung führte zu der Absenkung der Sietlandgebiete. Drangen die Wassermassen in tiefer gelegene Gebiete, blieben sie oft dort und bildeten eine Bucht. Wurde der Einbruch nicht zeitnah geschlossen, konnten folgende Sturmfluten die Bucht vergrößern, indem leicht erodiertere Torfe abgetragen wurden. Seit der Bildung des Goldenen Rings im 13. Jahrhundert entstanden der Dollart, die Leybucht, nordfriesische Wattenmeer und der Jadebusen. Vermutlich erfolgte der erste Einbruch durch die Erste Marcellusflut 1219. Auch die Zweite Marcellusflut von 1362 hatte neben dem Verlust riesiger Marschgebiete maßgebliche Folgen. Auf politischer Ebene wurde der friesische Gau Rüstringen in zunächst in zwei Teile aufgeteilt und dann komplett zerschlagen. Der Landverlust in den folgenden 300 Jahren geht ausschließlich auf das menschliche Handeln zurück.

### Deichrecht im Mittelalter

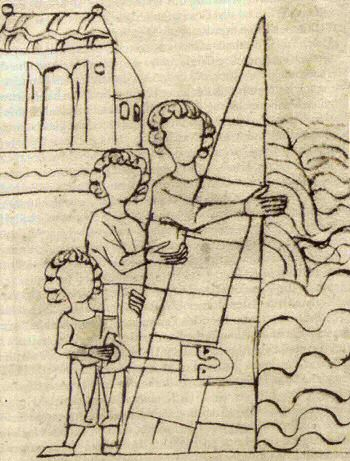
Zeichnung des Deichbaus aus dem Sachsenspiegel

In Friesland unterstanden die Friesen dank der Friesischen Freiheit keiner staatlichen Adelsherrschaft und lebten autonom. Doch durch die Notwendigkeit des Deichbaus war eine übergeordnete Planung vonnöten. Fortan schlossen sich die Friesen genossenschaftlich in autonomen Landesgemeinden zusammen, um sich um die Bedeichung in Friesland zu kümmern und die Gefahren des Meeres einzudämmen. Diese genossenschaftliche Aufgabe war verpflichtend für alle, ungeachtet von Geschlecht, Alter oder Stand.
Nach der Niederlage Dänemarks in der Schlacht bei Hemmingstedt im 15. Jahrhundert, festigte die sogenannte Bauernrepublik Dithmarschen ihre inoffizielle Unabhängigkeit, sodass sich in der Region Dithmarschen eine Selbstverwaltung entwickelte. Im Vergleich zu den autonomen Friesen war Dithmarschen sächsisches Gebiet. Die sächsischen Geschlechterverbände zeichneten eigenständig für die Planung des Deichbaus verantwortlich.
Grundsätzlich waren sämtliche Marschbauern in den bäuerlichen Genossenschaften zusammengeschlossen. Diese waren für den Bau und die Unterhaltung der Deiche zuständig. Nach dem Motto „Wer nicht will deichen, der muss weichen“ war das Mitwirken am Deichbau verpflichtend, die sogenannte Deichdienstpflicht. Da jede Küstenregion einer anderen Verwaltung unterstand, gab es von Region zu Region unterschiede und keine einheitlich gültigen Gesetze. Allgemeingültige Deichrechte wurden erstmals zu Zeiten des überregionalen Deichbaues durch die verschiedenen Landesgemeinden festgehalten, sodass sich weitere Beispiele mittelalterlich-frühneuzeitlicher Verordnungen anführen lassen.
Sowohl in der Rüstringer Rechtshandschrift (ca. 1300) als auch im Sachsenspiegel (1336) lassen sich Anweisungen in Bezug auf das Deichrecht finden. Die Rüstringer Rechtshandschrift spricht beispielsweise „von der Unterhaltung des friesischen goldenen Reliefs – einer malerischen Umschreibung des Seedeichs.“
In dem Sachsenspiegel werden Dörfer, die am Wasser liegen, dazu verpflichtet, sich gegen die Fluten zu schützen und Dämme zu errichten. Eine Nichtbeteiligung am Deichbau hätte den Verlust seines Landes zur Folge. Gemäß dem Spatenrecht verlor jemand folglich seinen Besitz und trat die damit verbundenen Pflichten ab. Hierfür wurde ein Spaten als Signal der Aufgabe oder als Zeichen der Enteignung in das Grundstück gesteckt. Wer diesen Spaten nun wieder herauszog, übernahm gleichzeitig den Besitz und die Pflichten. Dieses Spadelandsrecht (1424) regelte bis zu seiner letzten Anwendung um 1700 für knapp 300 Jahre das Deichrecht in den verschiedenen Marschregionen.
Ebenso konnten Gebiete nur in Kombination mit dem Deichabschnitt erworben oder vererbt werden. „Kein Deich ohne Land, kein Land ohne Deich.“ Bis zur Einführung der Landrechte im 15. Jahrhundert waren Kirchspiele oder die großbäuerliche Oberschicht unter anderem für die Rechtsprechung und den Deichbau zuständig.

## Deichbau in der frühen Neuzeit

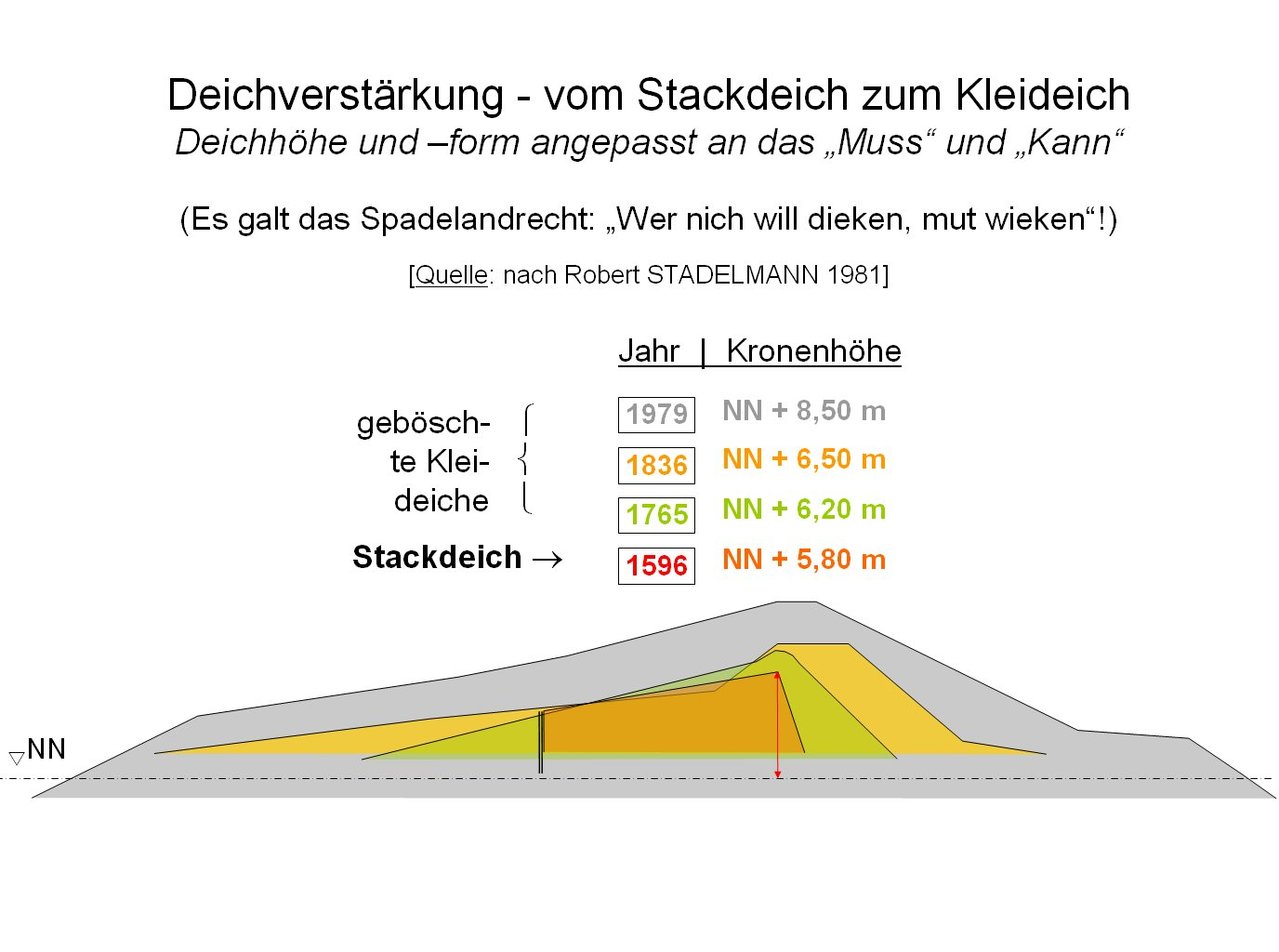
Entwicklung der Deichquerschnitte

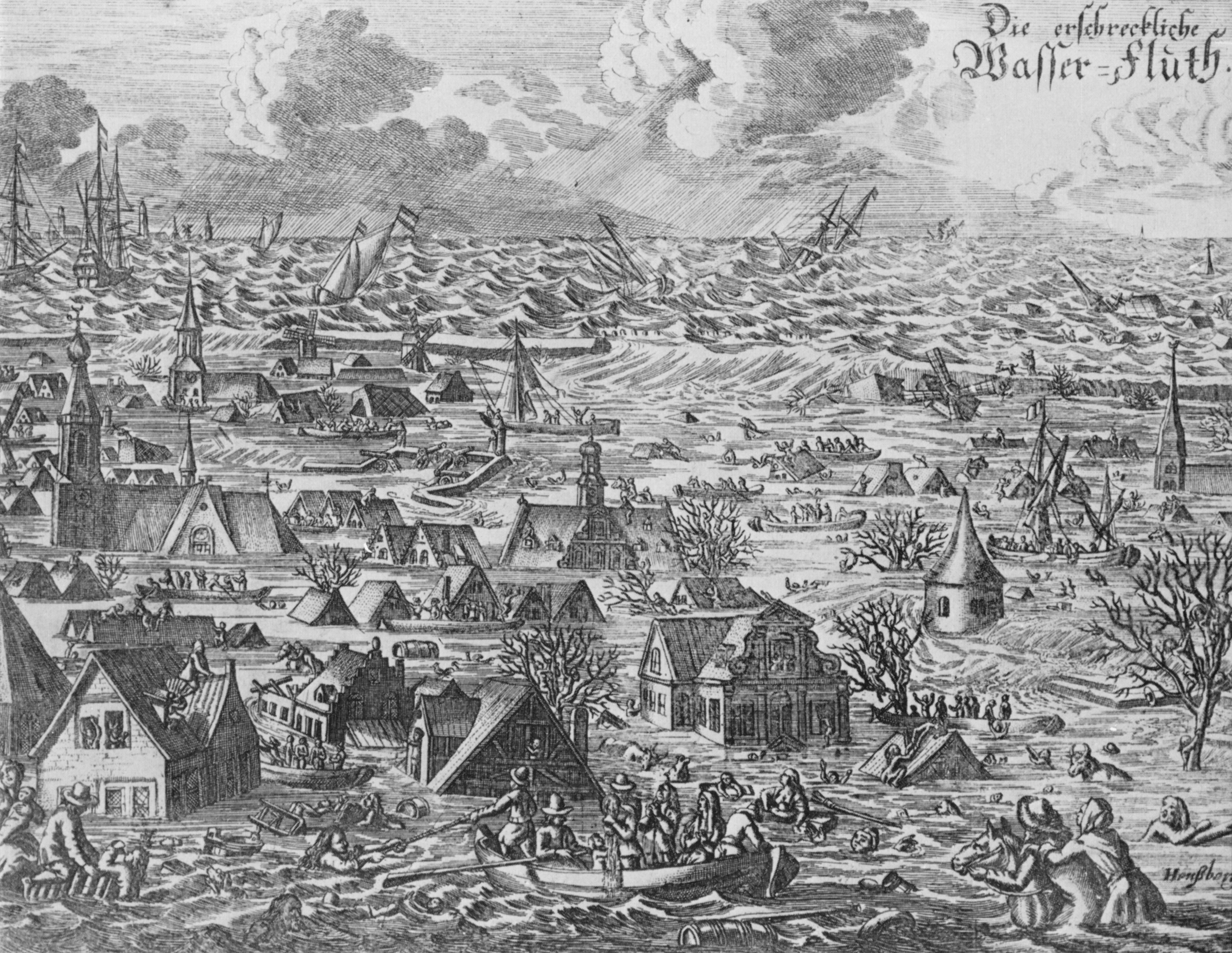
Zeitgenössische Darstellung der Burchardiflut

Der Ausbau und die Verbesserung der Deiche ging in der frühen Neuzeit nur sehr langsam voran. Es wirkte noch der Glaube, dass Gott die Menschen mit den Fluten strafen wolle und es somit keinen Deich geben könne, der vor Gottes Zorn schützen könne. Erst mit der Zeit kamen die Menschen zu der Erkenntnis, dass die gebrochene Deiche beim Neubau höher und stärker gebaut werden sollen.

### Sturmfluten
In der Neuzeit gab es einige verheerende Sturmfluten im Bereich der Nordseeküste. So zum Beispiel zwei große Sturmfluten im 16. Jahrhundert, die sogenannten Allerheiligenfluten der Jahre 1532 und 1570, bei welchen insgesamt mehr als 10.000 Menschen ihr Leben verloren hatten. Bei der Burchardiflut im Oktober 1634 kamen mehr als 8.000 Menschen ums Leben und außerdem wurde die Insel Alt-Nordstrand bei der Überschwemmung in mehrere Teile zerrissen. Durch die Weihnachtsflut im Jahr 1717 starben an der gesamten Nordseeküste um die 11.500 Menschen in Folge der Überschwemmungen, während bei der Neujahrsflut vom 31. Dezember 1720 auf den 1. Januar 1721 die Insel Helgoland in zwei Teile gebrochen wurde.

### Deichtypen
Abhängig von der Breite des Vorlandes und der Neigung der Außenböschung wurden die Deiche unterschiedlich verstärkt. Lag die Neigung bei 1:3, wurde der Deich zusätzlich mit Rasensoden als Abdeckung verstärkt, wohingegen Deiche am Fußende mit Stroh abgedeckt wurden.
Bei höherer Gefahr und Bedarf wurde der Deichkörper durch Holzpfosten mit anliegenden Bohlen zusätzlich gesichert. Weiterhin erhielten sogenannte „Bermedeiche“, die eine Neigung von 1:7 hatten, eine Abdeckung aus Stroh. Um starken Wellengängen entgegenzuwirken, wurden teilweise Steindecken gelegt, was jedoch einen hohen Kostenfaktor darstellte und somit seltener umgesetzt wurde. Häufiger kam es vor, dass angelegte Innenböschungen eine Neigung von 1:1 hatten und diese bei stärkeren Strömungen ungenügend waren.

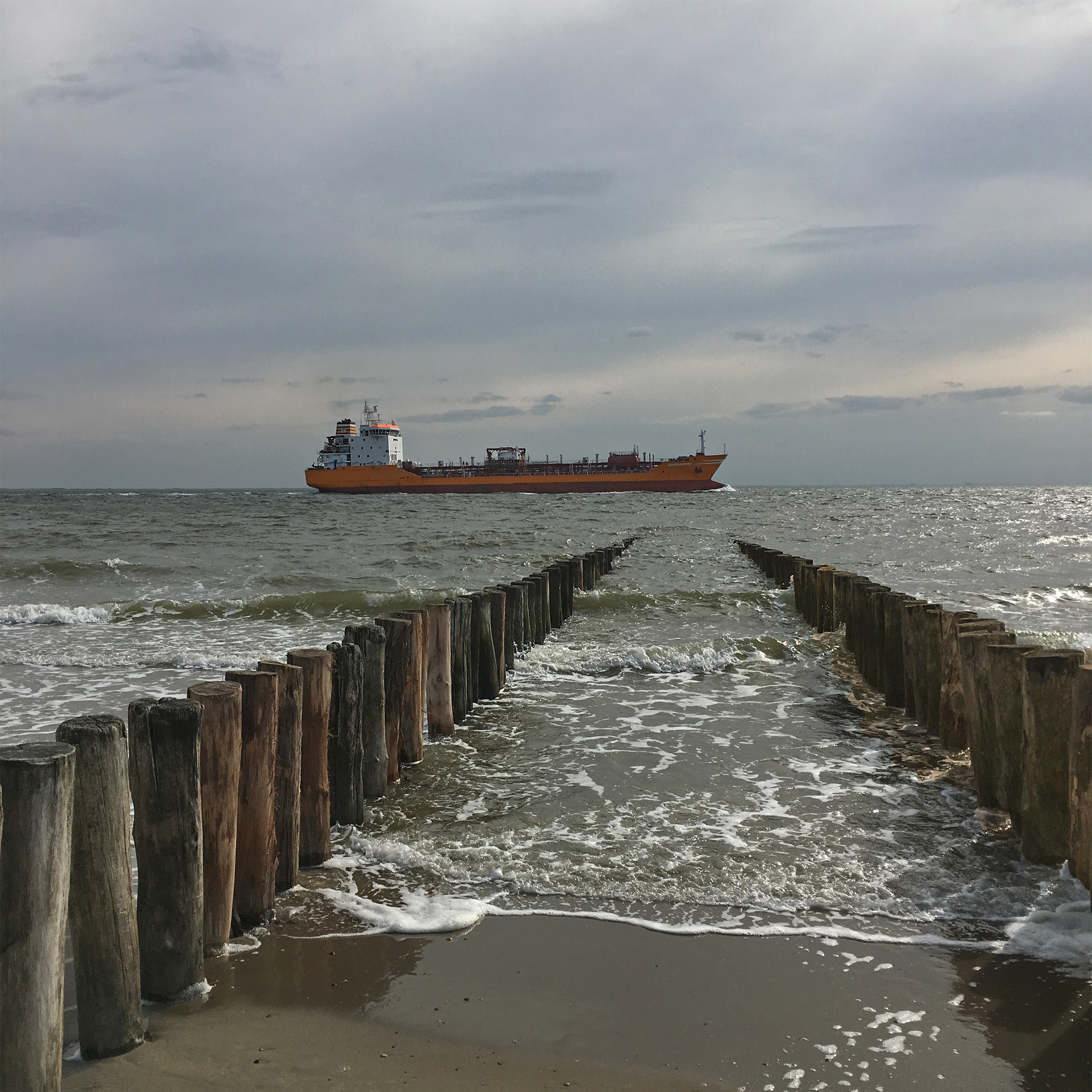
Hölzerne Buhne (Wellenbrecher) an der Nordsee

### Zusätzliche Schutzvorrichtungen
Buhnen sind vom Strandverlauf in das Meer ragende Dämme. Diese können rechtwinklig, flussaufwärts oder flussabwärts ausgerichtet sein. Die Geschwindigkeit der parallel zur Küstenlinie verlaufende Strömungen werden dadurch verringert. Das führte unter anderem dazu, dass die Erosion des jeweiligen Küstensandes abgeschwächt und die Akkumulation des in den Fluten befindlichen Sandes verstärkt wurde. Je nach genutztem Material, erhielten sie andere Bezeichnungen: Holz (Bezeichnung: Höft), Strauch und schwäche Pfähle (Stack) Faschinen mit Steinabdeckung (Schlenge).
Nachdem Friedrich der Große Fürst von Ostfriesland wurde, ließ er anordnen, dass bei Neubauten von nun an Siele aus Stein und nicht mehr aus Holz angefertigt wurden. Die Entscheidung beruht auf der Anfälligkeit und den damit verbundenen Unterhaltungskosten der alten Holzsiele.

### Deichrecht
Aufgrund der historischen Entwicklung Deutschlands, und der damit verbundenen Selbstverwaltung der einzelnen Landschaften, hat sich das Deichrecht je nach Region unterschiedlich entwickelt. Als allgemeingültig galt nun das übergeordnete Ziel, dass die Marschbewohner zum Deichschutz beitragen müssen, ohne dass ihnen konkrete Vorgaben gegeben wurden. So beispielsweise im Ostfriesischen Landrecht von 1515 oder dem Spadelandesrecht von 1557.
In der Mitte des 16. Jahrhunderts nahm der Einfluss auf Deichverbände durch Staat und Landesherrn zu. So hatten die Landesherren neben ihrem Anspruch auf das Deichvorland Interesse daran, dieses Land zu schützen und zu verwalten, was sich durch Einflussnahmen auf die Deichverwaltung äußerte. Begünstigt wurde dieses durch Missstände, die innerhalb der Deichgenossenschaften herrschten. Als Motive galten die „landesväterliche Fürsorge, Sucht nach Gewinn, Mangel an Korn, die Sehnsucht nach Sicherheit und der Drang zur Ansiedlung“.
Die im Mittelalter ausgeprägten öffentlich-rechtlichen Strukturen der Deichverbände führten in der frühen Neuzeit dazu, dass die Landeshoheiten jene Verbände wie staatliche Anstalten behandelten. Zwar behielten sie offiziell die Rechte als eigene Körperschaft, unterlagen jedoch der Aufsichts- und Polizeigewalt der Behörden. Folglich haben sie ihre Selbstständigkeit in dieser Phase verloren. Dieser Prozess hat sich nicht in allen Teilen der Nordsee gleichmäßig vollzogen, betraf aber den allergrößten Teil der Landschaften. Ausnahmen bildeten hier noch freie Gebiete Deutschlands, in denen sich dann die unterschiedlichen Deichverbände zusammenschlossen oder kooperierten. Als dann die großen Sturmfluten für Notstände sorgten, waren es die Landesherren anderer Gebiete, die um Unterstützung und Hilfe bei den freien Verbänden baten.
Dass die kommunalen Körperschaften sich wieder selbst verwalten konnten, war auf das Preußische Deichgesetz von 1848 zurückzuführen. Der demokratische Fortschritt wurde mit der Deich- und Sielordnung für Ostfriesland (DSOfO) vom 12. Juni 1853 und der Deichordnung für das Herzogtum Oldenburg (ODO) vom 8. Juni 1855 fort- bzw. eingeführt. Es waren Gesetze, die auf parlamentarischen Grundlagen beraten wurden. Begründet war diese neue Philosophie von Staatsaufsicht und Selbstverwaltung u. a. mit den Aufständen der Revolution von 1848, die zwar ihr übergeordnetes Ziel verfehlte, dennoch zum Mitspracherecht animierte. Als Gegenbeispiel gilt die Bremische Deichordnung vom 29. Juli 1743, da „sie eine weitere organische Entwickelung der Deichverhältnisse verhinderte“.

## Deichbau seit dem 20. Jahrhundert
Zu Beginn des 20. Jahrhunderts fielen die eintretenden Sturmfluten für die Küstenbewohner weniger zerstörerisch aus, als in den Jahrhunderten davor. Dies lag vor allem an den maßgeblichen Verbesserungen in den Warnsystemen sowie den Forschungseinrichtungen, welche durch neugegründete Einrichtungen, wie des Windstau- und Sturmflutwarndienstes, flächendeckender Vorhersagen treffen konnten. So wurden beispielsweise Wasserstands-änderungen in den Nordseeküstengebieten durch zahlreiche Pegel gemessen. Zudem wurde Mitte der 1930er Jahre eine neue Forschungsstelle für Insel- und Küstenschutz gegründet, ansässig auf der Insel Norderney.

### Neue Möglichkeiten

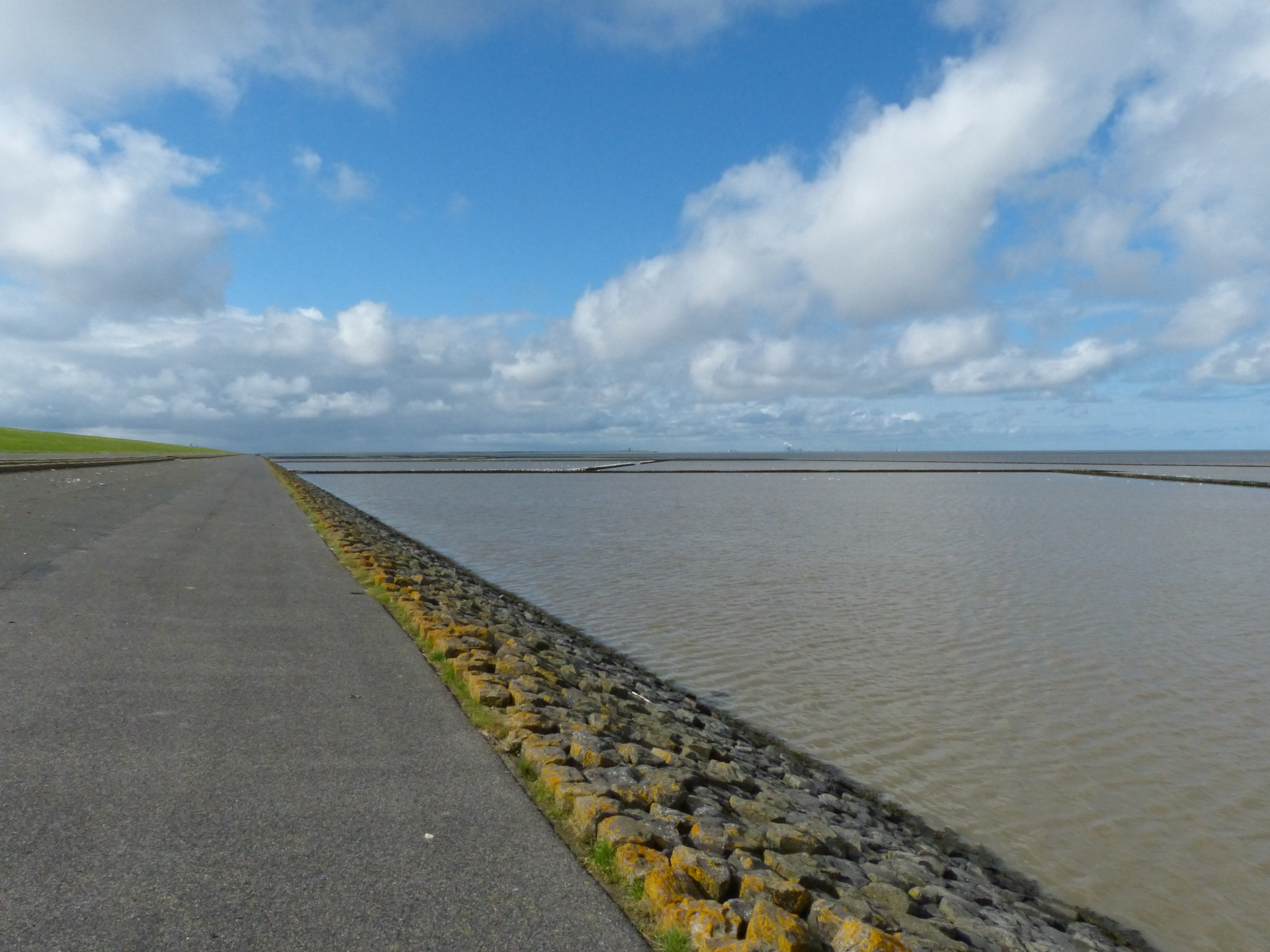
Asphaltierter Deich

Beim Bau der Deiche entstanden ebenfalls neue Möglichkeiten, etwa durch den Einsatz von Loren oder Feldbahnen, welche die Handarbeit ablösten und bis dahin nicht umsetzbare Vorhaben ermöglichten. Des Weiteren erwiesen sich neue Materialien als nützlich, etwa Asphalt und verschiedene Steinarten, die durch große Mischanlagen nutzbar gemacht wurden. Die bis dahin übliche gepflasterte Deichfußsicherung konnte so durch Asphalt stabiler konstruiert werden und durch eine raue Oberfläche aus einer Asphalt-Stein-Kombination die dahinterliegende Grasnarbe vor der Wellenenergie schützen. Ein anschließender Rauhstreifen bildete den Übergang zur Asphaltdecke und bestand erstmals aus weiteren Schotter- und Steingußmassen.

### Entwässerungssystem
Nicht nur der Deichbau erfuhr im Laufe des 20. Jahrhunderts Innovationen, sondern auch die Entwässerung des hinter dem Deich liegenden Binnenlandes konnte größer und effizienter funktionieren. Die bestehenden Siele, welche ihre Notwendigkeit vor allem in der Landwirtschaft begründeten, konnten durch Pumpen tideunabhängig arbeiten und große Schwankungen ausgleichen. Besonders durch den morphologischen Wandel der Küstenlinie, welcher durch die Küstenschutzmaßnahmen deutlich zunahm, aber auch durch eine unsensiblere Ackernutzung waren Tidenniedrigwasserstände keine Seltenheit. Zusätzliche, in den Wintermonaten auftretenden Überflutungen der landwirtschaftlichen Gebiete begründeten die immense Notwendigkeit von Verbesserungen in der Entwässerungsleistung.

### Landgewinnung

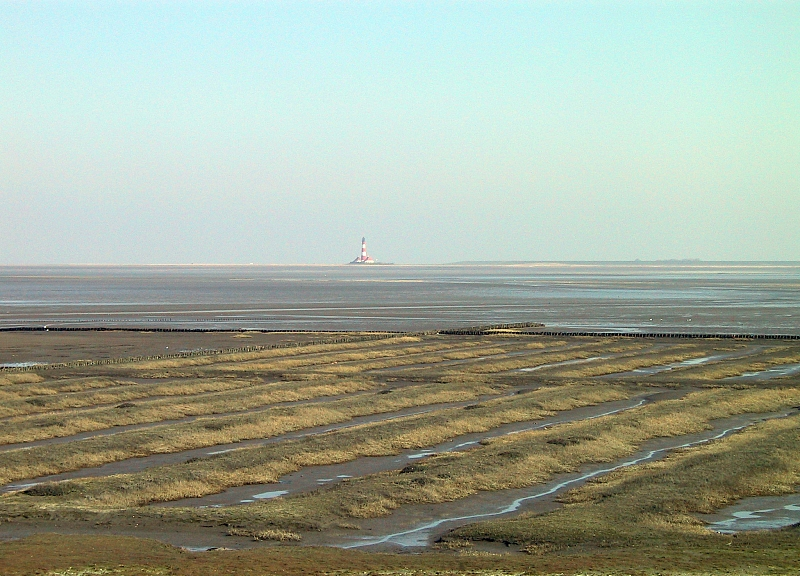
Landgewinnung bei Westerhever, Eiderstedt

Ein weiterer Aspekt, der sich von Anfang des 20. Jahrhunderts bis in die heutige Zeit im Küstenschutz durchzieht, ist die Landgewinnung. Ab dem Jahr 1900 wurde unter Preußischer Verwaltung großflächig die Aufschlickung des Wattenmeers durchgeführt. Durch die Anhäufung der Sedimente konnten sich Gräser ansiedeln und so im Laufe der Zeit der neugewonnene Boden landwirtschaftlich nutzbar gemacht werden. Ein Resultat der Landgewinnung sind die heutigen Köge beziehungsweise Polder. Ab den 1950er Jahren trat der Gesichtspunkt des Küstenschutzes als Treibkraft der Landgewinnung in den Vordergrund und mit ihm anschließend, die ökologischen Aspekte der Verlandung.

### Schwere Sturmfluten im 20. Jahrhundert

#### Niederlande 1953

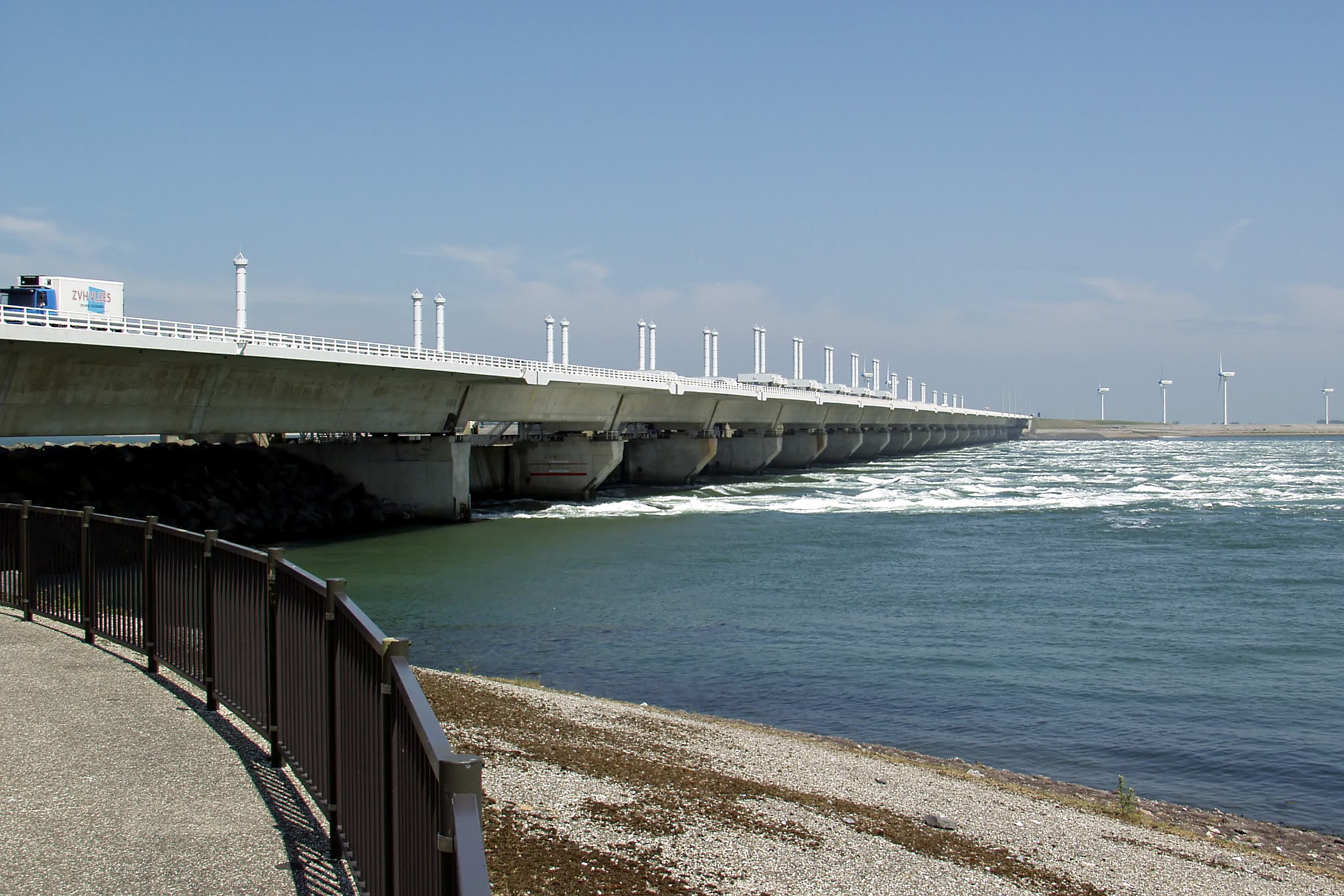
Deltawerke

In den Niederlanden ergab sich im Februar 1953 eine Sturmflut, die auch in Deutschland zum Nachdenken über den bisherigen Küstenschutz anregte. Denn ein 23-stündiger Orkan ließ 500 km Deiche sowie Dünen zerstören und brachte 1835 Menschen den Tod, Zehntausende verloren ihre Heimat. Nur mit Glück brach nicht der Deich auf der Hollands Ijssel, ansonsten wäre das Wohngebiet von 1,5 Mio. Menschen überspült worden. Nach der schweren Sturmflut in den Niederlanden wurden in Holland großflächige Veränderungen vorgenommen, etwa der Bau der Deltawerke. Dadurch wurde ein besserer Schutz vor weiteren Sturmfluten, als auch neue Infrastrukturen geschaffen.
In Deutschland führte die niederländische Katastrophe dazu, dass das bisherige Küstenschutzprogramm überdacht und modifiziert wurde. Beispielsweise wurde der „maßgebende Sturmflutwasserstand“ an den Pegel vom Februar 1953 angepasst und im Modell des Häufigkeitsverfahren, welches in Schleswig-Holstein gebräuchlich ist, aufgenommen. Häufigkeitsverfahren sind folgendermaßen zu definieren: Der „maßgebende Sturmflutwasserstand“ darf maximal einmal pro Centennium auftreten/überschritten werden, und besteht aus der Summe des vorberechneten Springtidehochwassers sowie des höchsten verzeichneten Windstaus.

#### Deutschland 1962

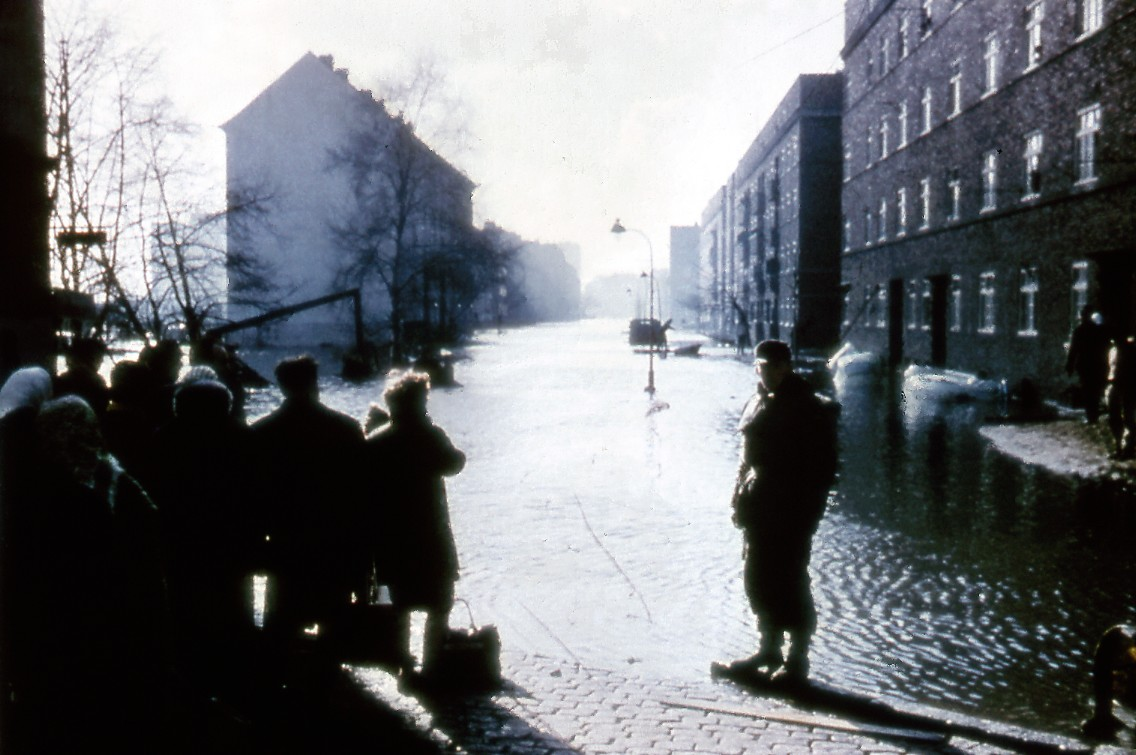
Hamburger Sturmflut 1962

Obgleich die Notwendigkeit für einen sichereren Küstenschutz erkannt wurde, brach die Sturmflut im Februar 1962 in allen Teilen der deutschen Nordseeküste große Gefahren für die Menschen mit sich. Zwar wurden nur einige Köge überflutet, jedoch verzeichnete besonders Hamburg starke Schäden. Dort starben 315 Menschen, insgesamt 340. Dies ist damit zu begründen, dass die „maßgebenden Sturmflutwasserstände“ an der Küste nicht erreicht, jedoch im Mündungsgebiet der Elbe stark überschritten wurden. Die im Jahr 1955 angeordneten Sicherungen der Deiche wurden zu dieser Zeit noch nicht vollends beendet und so brachen allein in Hamburg 60 Deiche. Zudem waren die Deichkonstruktionen mangelhaft, da die Deichinnenböschung zu steil ausfiel und die Wellenauflaufhöhen stärker als prognostiziert waren.

#### Deutschland 1976
Diese Sturmflut traf mit Wasserständen auf, die bis dahin höher als jeder verzeichnete Wert waren (Elbmarschen: 38 Zentimeter höher als 1962). Dennoch fielen die Schäden gering aus, da die angesetzten Deicherhöhungen oder -umgestaltungen weit fortgeschritten waren. Nur bei nicht ausgebesserten Bereichen wurde das Ausmaß der Kräfte deutlich.

### Deiche oder andere Schutzfunktionen

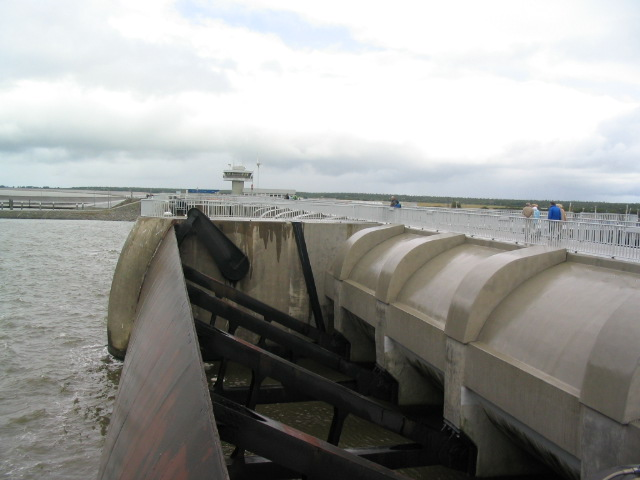
Eidersperrwerk

#### Sturmflutsperrwerke
Durch den Bau von Sturmflutsperrwerken ab den 1960er Jahren konnte die Deichlinie erheblich verkürzt werden, sodass weitere Erhöhungs- und Ausbesserungsmaßnahmen eingespart werden konnten. Ein Beispiel ist das Eidersperrwerk, welches im Jahr 1973 fertiggestellt wurde und einige Vorteile mit sich gebracht hat: das Einsparen von 62 km Deichlänge, Schutz der Eider vor Sturmfluten, Schifffahrt auf der Eider möglich lassen sowie die Vorflut für das große Einzugsgebiet der Eider im Vergleich zu vorher verbessern.

#### Deichbau
Als dienliches Material für den Bau von Deichen erwies sich Sand, wenn dies im Zusammenhang mit einer Ausspülung verwendet wird. Denn bei Sanddeichen wird ein Mantel aus Klei aufgeschüttet, der wirkungsvoll gegen Erosion wirkt. Als oberste Schicht der Deiche bietet sich eine dichte Grasnarbe an, die vor allem gegen Ausspülungen schützt. Bei nicht verfügbaren Kleiboden bietet sich auch Beton als Baumaterial an, wie etwa in Hamburg-Neuenfelde.

## Aktuelle Situation an der Nordseeküste und Ausblick
Die Westküste Schleswig-Holsteins ist mit ihrer Gesamtgröße von 3400 km², einer Küstenlinie von 533 km und einem Anteil von 364 km Landschutzdeichen das zentrale Thema bezüglich des Küstenschutzes im Bundesland. Heutzutage versucht man, das Gefährdungspotential der Nordsee und die unterschiedlichen Ansprüche der Gesellschaft mit denen der natürlichen Umwelt besser in Einklang zu bringen. Aus diesem Grund erfolgt eine neue Ausrichtung des Küstenschutzes, welcher sich in der Vergangenheit vor allem auf die Unterhaltung der Deiche fokussiert hat. Dabei stellt der Schutz der Inseln, Halligen und der Elbmündung mit ihren Watten, Tiden und Sedimenttransporten einen enormen organisatorischen wie finanziellen Aufwand (ca. 50–55 Millionen Euro jährlich) dar, den die zuständigen Behörden bewerkstelligen müssen.

### Gefährdungsanalysen
Gefährdungsanalysen berechnen das Schadenspotential bei einer Überflutung und beinhalten eine Risikoabschätzung. Sie geschehen meist ohne Beachtung der geologisch und historisch bekannten Landschaftsentwicklung. Diese Berechnungen ergeben die höchsten Schadenspotentiale insbesondere für städtische Siedlungsgebiete, nicht durch Mitteldeiche begrenzte Marschgebiete an der Elbe und die nordfriesischen Inseln (besonders im Bezug auf das dicht besiedelte Sylt).

### Moderne Formen des Küstenschutzes

#### Tetrapoden

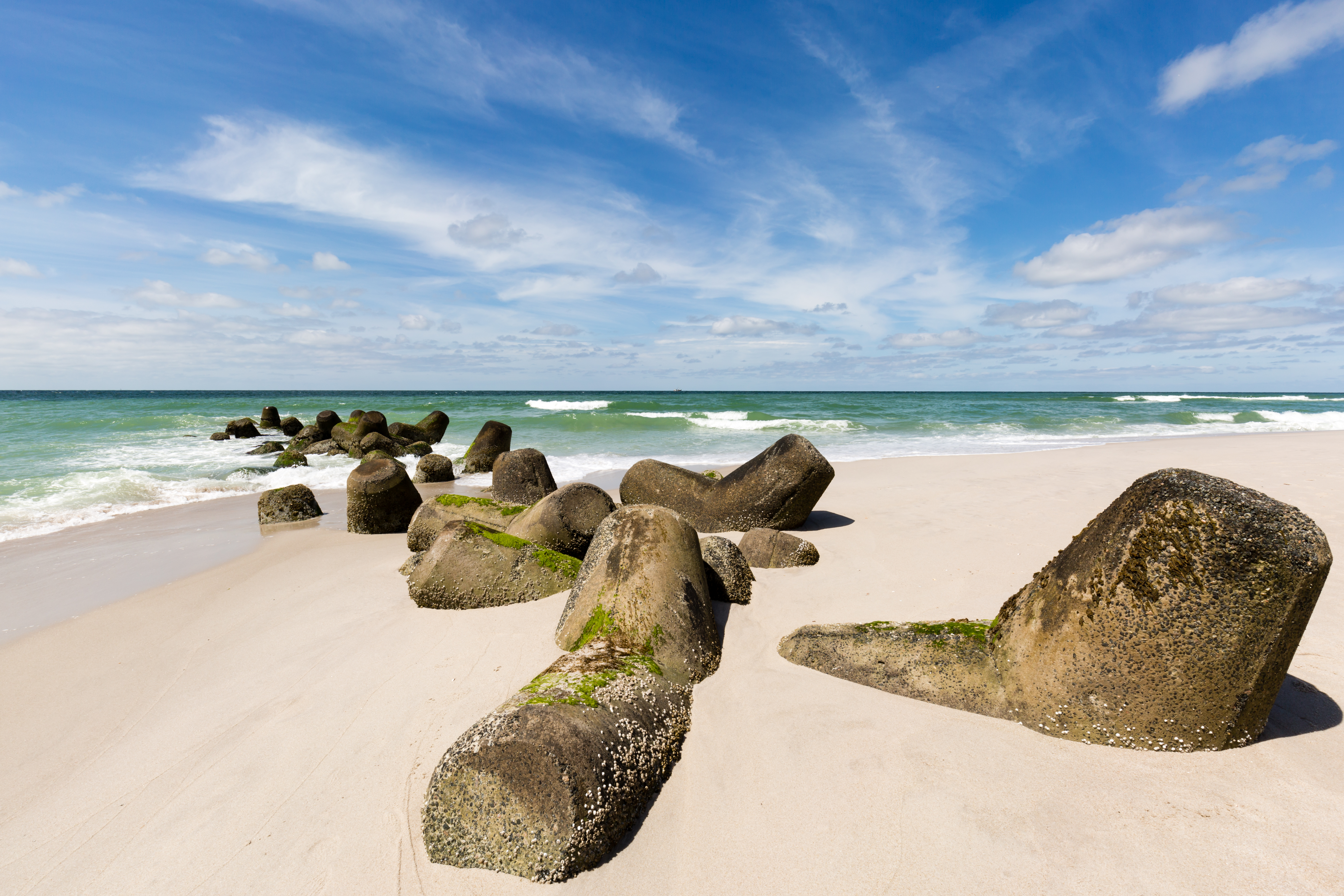
Tetrapoden als Küstenschutz (Hörnum/Sylt)

Tetrapoden wirken als Sicherung von festen Bauwerken, da sie vor dem Fuße der Gebäude positioniert werden und dort vor Erosion schützen. Sie bestehen aus einer Kugel, von der 4 Kegelstümpfe abgehen. Tetrapoden werden beispielsweise am südlichen Ende der Insel Sylt eingesetzt, wo sie die Funktion von Wellenbrechern annehmen und die Energie der auftreffenden Wellen mindern sollen.
Durch ihr hohes Gewicht neigten die Tetrapoden in der Vergangenheit dazu, im Sandboden zu versinken. Um diesem Prozess entgegenzuwirken, wird nun zunächst ein Sandbett vorbereitet, welches anschließend mit Geotextilien abgedeckt wird. Da die Kosten für eine Neuproduktion und für den Transport der Tetrapoden bei über 1000 € pro Stück liegen, ist es günstiger, eingesunkene Tetrapoden auszugraben und an neuer Stelle zu errichten. Doch nicht nur eingesunkene Tetrapoden stellen ein Problem dar – auch das Ziel der Verminderung der Sanderosion kann häufig nicht erreicht werden. So wurden die Tetrapoden am Hörnumer Strand hinterspült und es kam zu verstärkter Sanderosion am südlichen Bauwerksende. Tetrapoden schützen zurzeit nur den Strandabschnitt vor dem Ort Hörnum, der Rest der Hörnumer Odde ist den Gezeiten ausgesetzt. Dies liegt vor allem an ihrem Status als Naturschutzgebiet. Trotzdem üben Anwohner teilweise Kritik an den fehlenden Küstenschutzmaßnahmen aus.

#### Sandaufspülungen

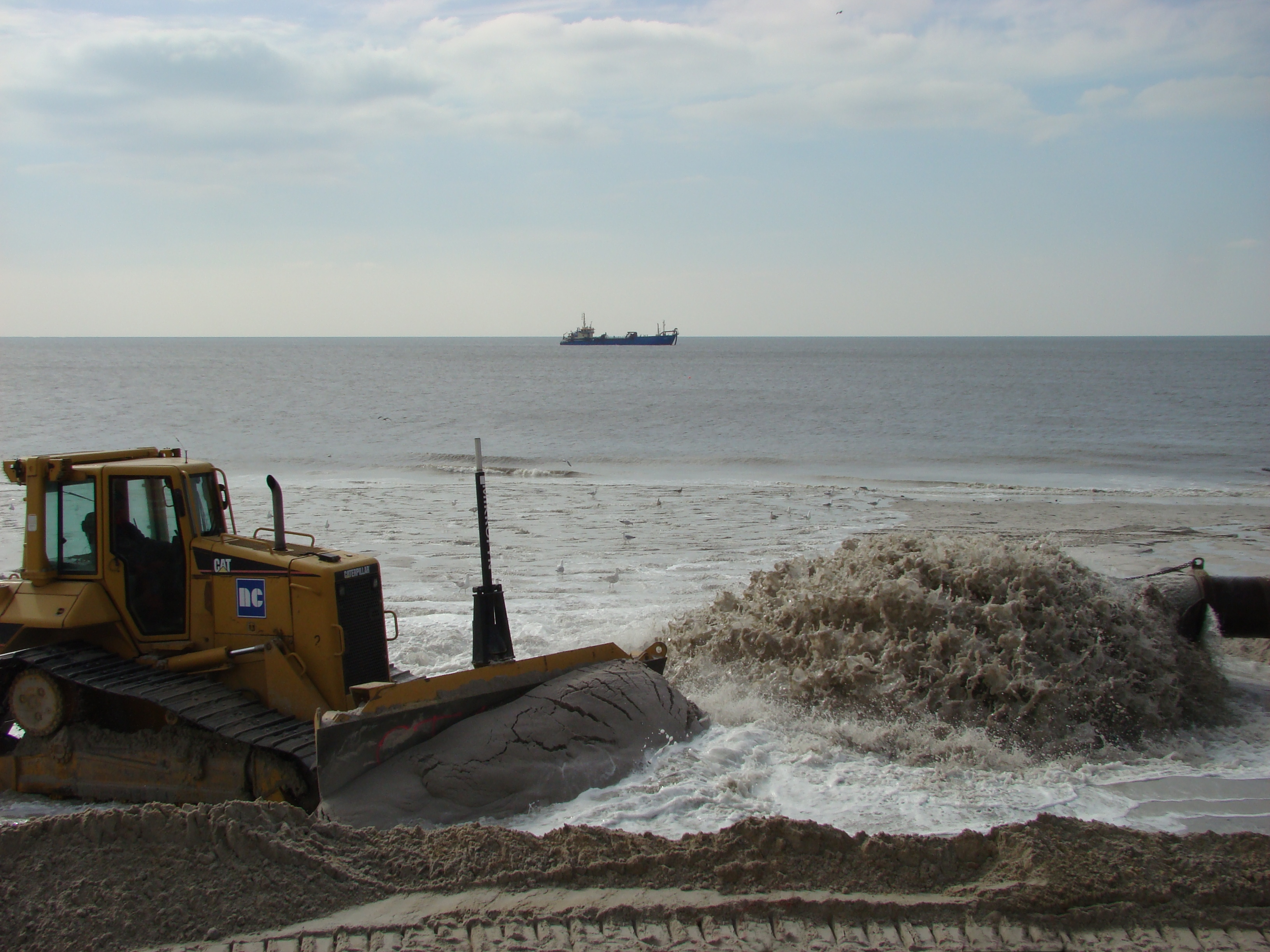
Sandaufspülung vor Sylt

Sandaufspülungen wurden auf der Insel Sylt erstmals 1972 durchgeführt. Seit 1984 kommt es zu regelmäßigen Sandvorspülungen an der gesamten Sylter Westküste, sodass bis 2016 rund 48 Millionen Kubikmeter Sand aufgespült wurden. Mit einem Spülschiff wird der Sand aus einem rund acht Kilometer vor der Küste liegenden Gebiet entnommen. Dabei saugt der Bagger ein Sand-Wasser-Gemisch aus 15 bis 30 Metern Tiefe an die Oberfläche, wo das Wasser abfließt. Im Laderaum des Schiffes bleibt der Sand übrig. Anschließend fährt das Schiff bis auf etwa 1,2 Kilometer an die Küste heran und nimmt das schwimmende Ende der Spülleitung auf. Durch diese Leitung wird der Sand an den Strand gepumpt und dort mit Planierraupen verteilt. Durch diese Maßnahmen konnte der Strand an der Sylter Westküste wiederhergestellt werden. Außerdem können so Vordünen errichtet werden, welche den Rückgang von Dünen, den Abbruch von Kliffs und die Zerstörung von Küstenschutzmaßnahmen verhindern.
Doch Sandaufspülungen stehen auch in der Kritik, da sie sehr kostenintensiv sind. So kosteten Sandauspülungen auf der Insel Sylt im Jahr 2017 insgesamt etwa 9,3 Millionen Euro. Steigt der Meeresspiegel weiterhin an, so wird auch die Menge des aufzuspülenden Sandes entsprechend ansteigen. Aus diesem Grund ist in Zukunft mit weiter steigenden Kosten zu rechnen. Durch die Entnahme und Aufspülung des Sandes stellt diese Form des Küstenschutzes zudem einen Eingriff in die natürliche Dynamik von Ökosystemen dar.

### Ausblick
Der mit dem Klimawandel einhergehende Meeresspiegelanstieg wird sich auch auf die deutsche Nordseeküste auswirken. So wird für die nächsten 100 Jahre ein Anstieg der Nordsee von ca. 50 Zentimetern angenommen. Damit die Menschen auch langfristig nahe der Nordsee wohnen können, müssen neue Küstenschutzmaßnahmen erprobt werden.

#### Klimadeiche
In Schleswig-Holstein gibt es bereits in Büsum und Nordstrand erste Klimadeiche, ein weiterer soll in Dagebüll entstehen. Klimadeiche unterscheiden sich von konventionellen Deichen, indem sie die zukünftigen Entwicklungen berücksichtigen und den weiteren Anstieg des Meeresspiegels einkalkulieren. Als Ausgangsbasis dient der bereits bestehende Deich, welcher etwas verstärkt und erhöht wird. Zudem ist er auf der dem Meer zugewandten Seite flacher als bisher, damit der Seegang auf der Außenböschung des Deiches flach auslaufen kann. Weiterhin wird die Krone des bestehenden Deiches von zweieinhalb auf ca. fünf Meter verbreitert. Dies kommt zukünftigen Generationen zugute, die den Deich nochmals verstärken und erhöhen können, ohne dass der Deichfuß verbreitert werden muss. So kann der Deich an einen Meeresspiegelanstieg von einem bis zu anderthalb Metern angepasst werden. Klimadeiche gelten als die Zukunft des Deichbaus in Schleswig-Holstein, sodass alle zukünftigen Deichverstärkungen nach dem Prinzip der Klimadeiche erfolgen sollen.
Doch auch diese Küstenschutzmaßnahme gestaltet sich kostenintensiv. So kostete alleine der Bau des Klimadeiches in Nordstrand 32 Millionen Euro. Zudem könnten Steine die Stabilität des Deiches gefährden. Die Steine können sich bei Flut lösen, sodass das Wasser aus den entstandenen Löchern noch mehr Erde abtragen würde. Aus diesem Grund mussten in Nordstrand spezielle Maschinen die Steine von der obersten Deichschicht bis in eine Tiefe von rund 30 Zentimetern abtragen.